# Kávészünet zenekar
A Kávészünet zenekar magyar együttes, amely megzenésített verseket ad elő.

## Története
Az együttest Popovics György és Németh Ferenc alapította 2005-ben, egy budapesti kollégiumban. A hobbiszintű zenélést fellépések követték, és az első sikerek után 2009-ben, a Csillag születik című tehetségkutató műsorban ismerhette meg őket a nagyközönség. Ekkor döntöttek a Kávészünet név mellett, mely sugallja munkásságuk irodalmi töltetét. Ettől kezdve menedzsmenttel dolgoznak, és legtöbbször zenekarral kiegészülve koncerteznek a hazai és határon túli helyszíneken egyaránt. Kicsivel később fellépéseik mellett saját klubestsorozatot indítottak a Millenáris Parkban, később a Gödör klubban folytatva, mely során neves vendégekkel (pl. Laár András, Hernádi Judit, Hajós András) állították össze műsorukat. Ezenkívül Kávészünet Slam Turné nevű projektjükkel járták a nagyvárosokat, ahol saját műsoruk mellett mindig teret kaptak a helyi slammerek is, és rendszeresen sztárvendég volt többek között Saiid (AKPH), Wolfie (Punnany Massif) és Busa Pista (Irie maffia). 
A duóból napjainkra négytagú együttes lett, mely a korábbi tagcserék és különböző formációk (soundsystem beatboxerrel; 10 tagú zenekar vonósokkal) után stabil koncertzenekarként működik. Máig legnépszerűbb slágerük Hollós Korvin Lajos Csonka vers című művének megzenésítése.

## Diszkográfia
- Kávészünet (2011)
- Tiszta szívvel (2014)
- SZUPER(H)ÍRÓK (2016)
- Legyen tánc! (2016)
- Ülj ide mellém (2019)
- Ez a világ amilyen nagy (2022)

## Tagok
- Popovics György - ének, billentyűk
- Németh Bendegúz - gitár, vokál
- Komáromi Kristóf - dob, sampler
- Boros Bálint - basszusgitár, vokál

| Hely | Zene                             | Youtube megtekintés | Spotify hallgatottság | Megjelenés |
| ---- | -------------------------------- | ------------------- | --------------------- | ---------- |
| 1.   | Csonka vers                      | 4 952 690           |                       | 2011.      |
| 2.   | Itt van az ősz, itt van ujra     | 1 615 893           |                       | 2016.      |
| 3.   | Ki minek gondol, az vagyok annak | 1 262 692           |                       | 2014.      |
| 4.   | Mama                             | 1 164 920           |                       | 2012.      |
| 5.   | Lehetetlen bakancslista          | 1 086 896           |                       | 2022.      |
| 6.   | Tiszta szívvel                   | 1 023 313           |                       | 2013.      |
| 7.   | Ez a világ amilyen nagy          | 774 605             |                       | 2022.      |
| 8.   | Két nyárfa                       | 694 218             |                       | 2020.      |
| 9.   | Éjszaka                          | 530 030             |                       | 2011.      |
| 10.  | Milyen volt...                   | 496 626             |                       | 2016.      |